# Sainte-Foy-la-Grande
Sainte-Foy-la-Grande är en kommun i departementet Gironde i regionen Nouvelle-Aquitaine i sydvästra Frankrike. Kommunen ligger i kantonen Sainte-Foy-la-Grande som tillhör arrondissementet Libourne. År 2022 hade Sainte-Foy-la-Grande 2 561 invånare.

## Befolkningsutveckling
Antalet invånare i kommunen Sainte-Foy-la-Grande
Referens:INSEE